# Bosszú szeretetből
A Bosszú szeretetből (eredeti cím: Vengeance: A Love Story) 2017-ben bemutatott amerikai filmthriller, melyet Johnny Marin rendezett. A forgatókönyvet John Mankiewicz írta, Joyce Carol Oates 2003-as Nemi erőszak – Szerelmi történet című regénye alapján. A főbb szerepekben Nicolas Cage, Don Johnson, Anna Hutchison, Talitha Bateman és Deborah Kara Unger látható.
2017. szeptember 15-én mutatta be a FilmRise.

## Cselekmény
John Dromoor rendőr egy egyedülálló anya megerőszakolása ügyében nyomoz. Hamarosan saját kezébe veszi az igazságszolgáltatást, miután a támadókat a bíróság felmenti.

## Szereplők
| Szerep          | Színész            | Magyar hang      |
| --------------- | ------------------ | ---------------- |
| John Dromoor    | Nicolas Cage       | Rátóti Zoltán    |
| Teena           | Anna Hutchison     |                  |
| Bethie Maguire  | Talitha Bateman    | Szűcs Anna Viola |
| Agnes           | Deborah Kara Unger | Nyakó Júlia      |
| Jay Kirkpatrick | Don Johnson        | Jakab Csaba      |
| Marvin Fick     | Joshua Mikel       |                  |
| Walt            | Dikran Tulaine     |                  |

## Fordítás
- Ez a szócikk részben vagy egészben  a   Vengeance: A Love Story című angol Wikipédia-szócikk ezen változatának fordításán alapul.  Az eredeti cikk szerkesztőit annak laptörténete sorolja fel. Ez a jelzés csupán a megfogalmazás eredetét és a szerzői jogokat jelzi, nem szolgál a cikkben szereplő információk forrásmegjelöléseként.